# Lori og George Schappell
Lori og George Schappell (født som Lori og Dori Schappell, den 18. september 1961 i Reading, Pennsylvania, døde 7. april 2024) var et sæt amerikanske siamesiske tvillinger.

## Privatliv
Lori og George Schappell var sammenvoksede i hovedet, men havde forskellige personligheder og levede - så vidt muligt - individuelle liv.
Lori og George tilbragte de første 24 år af deres liv på en institution i Reading, Pennsylvania, hvor størstedelen af patienterne lider af alvorlige psykiske handicap. Selvom de ikke var mentalt handicappede, krævede Georges fysiske tilstand særlig pleje. En domstol besluttede, at deres forældre ikke ville være i stand til at passe dem ordentligt, og de blev fjernet og kom på institution. I 1960'erne var der institutioner for personer med særligt udsædvanlige behov. For at de kunne placeres i en sådan institution, blev de diagnosticerede som udviklingshæmmede. Da de nåede voksenalderen, kæmpede George med hjælp fra Ginny Thornburgh, hustru til tidligere guvernør i Pennsylvania Richard Thornburgh, for at denne diagnose skulle omstødes, så Lori og George var i stand til at gå på college.
Mens Lori var rask og rørig, havde George rygmarvsbrok, som  forårsagede væksthæmning af hans underkrop og svær mobilitetforringelse. De havde derfor meget forskellige højder, hvor Lori var 5'1" (154 cm) og George 4'4" (132 cm). Der var ingen kørestol, der passede til George unikke tilstand, da han skal hæves til Loris højde, for at undgå unødig belastning på hans nakke og ryg. Det eneste på hjul, der havde den rigtige højde var en barstol. Ved at bruge denne som fundament, designede George kørestolen, som han derefter brugte.
De boede i en to-værelses lejlighed, med hver deres eget private rum. George havde flere kæledyr. Lori var en trofæ-vindende bowler. De respekterede hinandens privatliv i form af arbejdstid, fritid og relationer. Lori havde flere kærester og var forlovet, men mistede sin partner i en bilulykke.
I 2006 blev George døbt som medlem af Jesu Kristi Kirke af Sidste Dages Hellige i Reading, Pennsylvania. Lori var ikke medlem af SDH-kirken, men støttede Georges afgørelse. I 2007 besluttede George at åbent erkende, at han var transseksuel, og identificerede fra en ung alder sig selv som mand.
George var countrysanger. I 2007 erklærede George, at han identificerede sig som mand, og ændrede sit navn til George.